# Kirby Wiske
Kirby Wiske est un village du Yorkshire du Nord, en Angleterre. Il est situé sur la rivière Wiske. Au moment du recensement de 2011, il comptait 113 habitants.

## Histoire

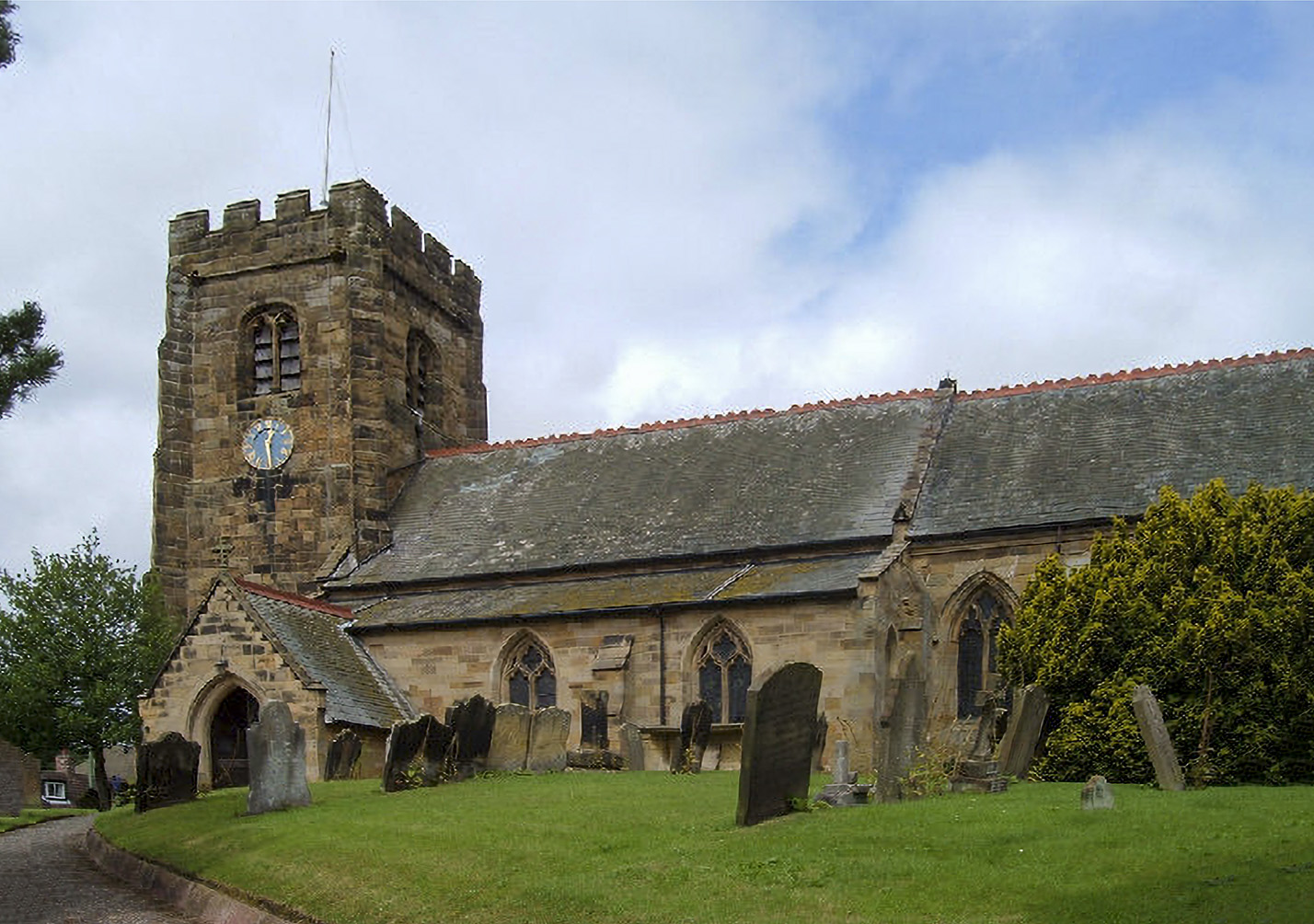
Église de Saint John the Baptist de Kirby Wiske.

## Personnalité liée à la commune
- Roger Ascham (1515-1568) y est né.